# Hyloniscus vividus
Hyloniscus vividus là một loài chân đều trong họ Trichoniscidae. Loài này được Koch miêu tả khoa học năm 1841.